# Fenoximetylpenicillin

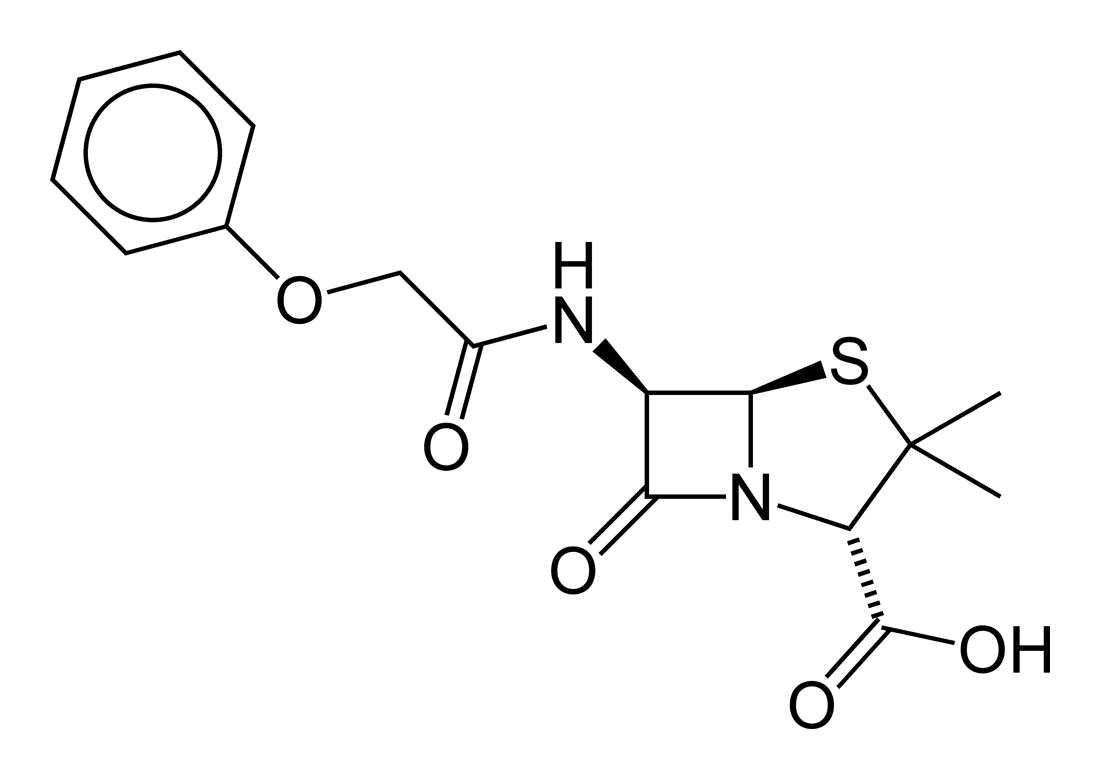
Strukturformel.

Fenoximetylpenicillin (vanliga alternativa beteckningar är penicillin-V eller PcV) är ett betalaktamantibiotikum av penicillin-typ avsett för per oral (via munnen) behandling av olika bakteriella infektioner. 

## Användning
PcV är ett smalspektrumantibiotikum och används för behandling av lindriga bakteriella infektioner orsakade av pneumokocker, betahemolytiska streptokocker, borrelia eller pasturella multocida. Exempel på infektioner där man ofta behandlar med PcV är halsfluss, bihåleinflammation, öroninflammation, samhällsförvärvad lunginflammation, streptokockorsakade hudinfektioner, kutan borrelia och tandabscesser.
Liksom alla betalaktamantibiotika verkar PcV genom att binda till vissa proteiner hos bakterierna, så kallade penicillinbindande proteiner (PBP), vilka normalt deltar i uppbyggnaden av deras cellväggar. Därigenom förhindras uppbyggnaden av dessa, vilket medför bakteriernas död. Viktigast för effekt är att under så många timmar som möjligt ligga över den serumkoncentration där bakterierna inte kan föröka sig (T>MIC), varför det ofta är rimligare att ta PcV fler gånger om dagen än få gånger i en högre dos. PcV har bäst effekt om det tas på fastande mage, eller minst 1 timme före eller 2 timmar efter måltid. 
PcV är betalaktamaskänsliga, vilket gör att framförallt gramnegativa bakterier och Staphylococcus aureus ofta är okänsliga för detta antibiotikum genom att betalaktamas bryter ner PcV innan de kan binda till PBP och ha sin verkan.

## Läkemedelsformer
Fenoximetylpenicillin kan tas i olika former, bland annat som tabletter och som oral suspension. Det tar ungefär en timme för läkemedlet att nå blodbanan och läkemedlet ger i allmänhet effekt inom tre dagar. 
På den svenska marknaden marknadsförs fenoximetylpenicillin under varumärkesnamnen Kåvepenin, Tikacillin och Peceve.